# Куп Хрватске у фудбалу 1992.
Куп Хрватске у фудбалу 1992 је прво такмичење у Купу Хрватске у фудбалу одиграно је од 24. марта до 23. јуна 1992. године. у организацији Хрватског ногометног савеза. У њему су учествовали клубови који су сезону раније стекли право наступа у завршници Купа маршала Тита, у којему нису учествовали. 

## Резултати

### Четвртфинале
НК Кроација Ђаково је био слободан у четвртфиналу, па се директно пласирао у полуфинале.
Друга утанмица четвртфинала између Инкера и Осијека је због ратне опасности одиграна у Пожеги. 
| Меч | Клуб           | укупан резултат | Клуб         | 1. утакмица 24. март | 2. утакмица 21. април |
| --- | -------------- | --------------- | ------------ | -------------------- | --------------------- |
| 1.  | Ријека         | 1:1             | Хајдук Сплит | 0:0                  | 1:1                   |
| 2.  | ХАШК Грађански | 7:0             | Ровињ        | 6:0                  | 1:0                   |
| 3.  | Инкер          | 3:1             | Осијек       | 2:0                  | 1:1                   |

1. ↑  Ријека се квалификовала по правилу више голова постигнутих у гостима], Приступљено 10. 4. 2013.

## Полуфинале
| Меч | Клуб   | укупан резултат | Клуб            | 1. утакмица 28. април | 2. утакмица 19. мај |
| --- | ------ | --------------- | --------------- | --------------------- | ------------------- |
| 1.  | Ријека | 3:3 4:6 пен     | ХАШК Грађански  | 0:0                   | 1:1                 |
| 2.  | Инкер  | 7:1             | Кроација Ђаково | 5:0                   | 1:2                 |

## Финале
| Клуб  | укупан резултат | Клуб           | 1. утакмица 16. јун | 2. утакмица 23. јун |
| ----- | --------------- | -------------- | ------------------- | ------------------- |
| Инкер | 2:1             | ХАШК Грађански | 1:1                 | 0:1                 |

| Освајач Купа Хрватске |
| --------------------- |
| Инкер 1. титула       |